# Jindřich Švanda
Jindřich Švanda (13. července 1904 Pustá Rybná – 2. července 1942 Pardubice) byl český mlynář a člen protinacistického odboje. Patřil rovněž mezi spoluzakladatele odbojové skupiny Čenda.

## Život
Narodil se v Pusté Rybné, v domě číslo popisné 30. Následně odešel pracovat do mlýna ve Stříteži. Neteří střítežského mlynáře Janouška byla Františka Šťulíková, dcera majitele mlýna v části osady Ležáky patřící k Miřeticím. S ní se Švanda 17. srpna 1937 oženil. Obřad se konal v kostele svaté Máří Magdalény ve Včelákově. Po svatbě se Švanda stal majitelem ležáckého mlýna.
Bezprostředně po německé okupaci se Jindřich Švanda stal spoluzakladatelem odbojové skupiny Čenda. Ze strojovny lomu Hluboká nedaleko Ležáků vysílal od ledna 1942 své depeše radiotelegrafista Jiří Potůček. Postupně během jara ale místo svého vysílání měnil, aby ztížil zaměřovačům radiových vln lokalizaci své vysílačky. Na počátku dubna se ale do lomu vrátil. Tehdy mu Švanda nabídl bydlení ve svém mlýně. A po atentátu na Reinharda Heydricha, k němuž došlo 27. května 1942, ukryl Potůček 10. června v ležáckém mlýně i vysílačku. Po týdnu však Potůček mlýn i s vysílačkou opustil. Dne 16. června 1942 se ovšem na pražském gestapu dobrovolně přihlásil Karel Čurda, jenž Němcům mezi jinými prozradil také spolupracovníky atentátníků na Pardubicku. Dne 21. června 1942 navečer gestapo Švandu zatklo a v noci (o půlnoci) se vrátilo i pro jeho manželku. Po výsleších na pardubickém gestapu byl Švanda 2. července 1942 ve 20.11 hodin v Pardubicích zastřelen.